# Контрада Порија (Салерно)
Контрада Порија је насеље у Италији у округу Салерно, региону Кампанија.
Према процени из 2011. у насељу је живело 63 становника. Насеље се налази на надморској висини од 182 м.